# Knîșivka, Hadeaci
Knîșivka (în ucraineană Книшівка) este localitatea de reședință a comunei Knîșivka din raionul Hadeaci, regiunea Poltava, Ucraina.

## Demografie
Componența lingvistică a localității Knîșivka
     Ucraineană (98,19%)
     Rusă (1,81%)
Conform recensământului din 2001, majoritatea populației localității Knîșivka era vorbitoare de ucraineană (98,19%), existând în minoritate și vorbitori de rusă (1,81%).